# Jonas Basanavičius
Jonas Basanavičius (Ožkabaliai, 23 november 1851 - Vilnius, 16 februari 1927) was een Litouws arts en etnologist. Hij was de leider van de nationale Litouwse opleving en ondertekenaar van de Litouwse Onafhankelijkheidsverklaring. Door vele Litouwers wordt hij ook beschouwd als hun Vader des Vaderlands.

## Biografie
Jonas Basanavičius werd geboren in Ožkabaliai in het toenmalige Congres-Polen, een vazalstaat van het Russische Keizerrijk, in een boerenfamilie. Zijn jongere broer Vincas werd in 1861 geboren. In 1873 ging hij in Moskou aan de staatsuniversiteit geschiedenis en archeologie studeren. Na een jaar veranderde hij van studie en ging geneeskunde studeren. In 1879 studeerde Basanavičius af. Vervolgens werkt hij vijfentwintig jaar lang als arts in Bulgarije. In 1883 kwam de eerste editie van de Aušra ("Dageraad"), uit, een Litouwse culturele en politieke magazine. Het werd uitgegeven in Oost-Pruisen en werd naar Litouwen gesmokkeld vanwege dat Litouwse publicaties in het Latijnse schrift door de Russische overheid verboden waren. De Aušra had grote invloed op de ontwikkeling van het Litouwse nationalisme.
Vanaf 1905 leefde Basanavičius in Vilnius. Hij werd in dat jaar verkozen tot de voorzitter van de Grote Landdag van Vilnius. De vergadering kwam overeen dat het vergaande politieke autonomie wilde van het Russische Keizerrijk en dat ze dit op een vredige wijze wilde bereiken. Twee jaar later richtte Basanavičius het Litouwse Wetenschappelijk Genootschap op waarvan hij tot aan zijn dood de voorzitter van zou zijn. Voor dit genootschap was hij de eindredacteur van hun wetenschappelijk blad en organiseerde hij het onderzoek naar de Litouwse archeologie en folklore. In 1917 werd Basanavičius de voorzitter van de Raad van Litouwen die op 16 februari 1918 de onafhankelijkheid van Litouwen uitriep. Na een val in zijn huis op 5 februari 1927 werd hij naar het ziekenhuis gebracht en aldaar bleek hij last te hebben van meerdere longinfecties. Elf dagen later overleed hij en op 21 februari 1927 werd hij begraven op de Begraafplaats Rasos.